# Kat Coiro
Kat Coiro es una directora de cine y guionista estadounidense. Debutó con el largometraje L!fe Happens en 2011. En 2019 se anunció que dirigiría la película Marry Me, protagonizada por Jennifer Lopez y Owen Wilson y prevista para ser estrenada en 2020.

## Filmografía

### Televisión
- She-Hulk: Attorney at Law (2022)[5]
- Dead to Me (2019)
- The Kids Are Alright (2018)
- Single Parents (2018-19)
- Modern Family (2018)
- Shameless (2018)
- It's Always Sunny In Philadelphia (2018)
- Mozart in the Jungle (2017)
- Daddy Issues (2018)
- Florida Girls (2018)
- Brooklyn 99 (2017)
- The Mick (2017)[6]
- Alone Together (2017)
- Girlfriends Guide To Divorce (2017)[7]
- Swipe Right (2018)
- Splitting the Difference (2015)[8]
- Slouching Towards Adulthood (2014)[9]

### Cine
- Cásate conmigo (2022)
- A Case of You (2013)
- And While We Were Here (2012)[10][11]
- L!fe Happens (2011)[12]